# Cordillère de San Blas
Pour les articles homonymes, voir San Blas et Blas.
La cordillère de San Blas (en espagnol : Cordillera de San Blas ou Serranía de San Blas) est une chaîne de montagnes du nord-est du Panama, qui s'étend sur toute la province de Panama et la comarque Kuna Yala. Cette chaîne de montagnes constitue la frontière de ces deux territoires.
Très proche de la mer des Caraïbes, la cordillère de San Blas n'atteint pas d'altitude élevée (son point culminant est le Cerro Carti, 748 m). Elle est la source de plusieurs cours d'eau comme le río Bayano, le río Cartí Grande, le río Cañita, le río Diablo, etc. À l'est, elle rejoint les montagnes du Darien, qui s'étendent jusqu'à la frontière terrestre entre la Colombie et le Panama.

## Source
- (es) Cet article est partiellement ou en totalité issu de l’article de Wikipédia en espagnol intitulé « Cordillera de San Blas » (voir la liste des auteurs).